# Miyamoto Musashi
Miyamoto Musashi var en japansk ronin, hvilket vil sige en herreløs kriger og var således ikke en samurai. Miyamoto Musashi levede fra 1584-1645 e.v.t. Allerede mens han levede, blev han en legende på grund af sin uovervindelighed i sværdkamp.

## Legendarisk – som uovervindelig og som forfatter
Efter sin død har han lige siden ikke blot været kendt for sin bemærkelsesværdige uovervindelighed, men også for De fem ringes bog – 五輪書 Go rin no sho – som han skrev i 1645 kort før sin død. Denne bog hører til blandt verdensklassikerne på linje med værker som de kinesiske Daode jing og Den Gule Kejsers Klassiker om Indre Medicin.

## Kampmåde – strategi
Det var hans kampmåde, som han kaldte sin strategi, der var afgørende for hans sejre, mere end det våben han brugte. Ud over at sværdkæmpe var han også med i nogle af tidens store slag mellem hære. Hans strategi drejer sig om rytme – med et moderne ord kunne man kalde det timing. Det er især dette aspekt, han beskriver i De fem ringes bog – evnen til at udvikle rytme, præcision og total opmærksomhed.

## Kunstner og maler
Miyamoto Musashi brugte ikke blot sin taktik i sværdkamp, men også som kunstner. Han blev en anerkendt kunstner og håndværker som kalligraf, træ- og metalkunstner og sumiemaler, hvor tingenes energi inkarneres i kunstværket.